# Jan Gustafsson
Pour les articles homonymes, voir Gustafsson.
Jan Gustafsson est un joueur d'échecs allemand né le 25 juin 1979 à Hambourg. Grand maître international depuis 2003, il a représenté l'Allemagne lors de quatre olympiades (en 2004, 2006, 2008 et 2012) et de cinq championnats d'Europe par équipe (de 2003 à 2011).
Au 1er juin 2015, Gustafsson est le no 4 allemand et le 124e joueur mondial avec un classement Elo de 2 640 points.

## Palmarès
Gustafsson a remporté le championnat d'Allemagne de blitz en 2001 et 2010. Il a gagné le tournoi de Pulvermühle (à Waischenfeld) 2004. Il termina trois fois deuxième du championnat d'Allemagne (en 2004, 2005 et 2011).
En 2008, Gustafsson termina deuxième du très fort tournoi d'échecs de Dortmund remporté par Peter Leko. En 2011, il finit 1er au départage de l'open de Thaïlande, devant Nigel Short et Vallejo Pons.
En 2011, il gagna le championnat d'Allemagne par équipe (la Bundesliga).